# プリュギアのダレス
プリュギアのダレス（古希: Δάρης, Darēs, 英: Dares Phrygius）は、古代ギリシアの詩人である。ホメロスの叙事詩『イリアス』に名前が現れるトロイアのヘパイストス神の神官ダレスとされる。アイリアノスによると真偽はともかくプリュギア地方の出身で、ホメロス以前に生きた人物であり、トロイア滅亡の顛末を叙事詩で著したと考えられていた。これをラテン語に翻訳したとされる『プリュギア人ダレスのトロイア滅亡の歴史物語』(Daretis Phrygii de excidio Trojae historia)と題された作品は、中世によく読まれ、その後サッルスティウスにそれを捧げようとしたコルネリウス・ネポスに帰された。しかし、使用されている言語はネポスの時代よりもはるかに遅い時期に一致している（おそらく西暦5世紀）。
既存の作品がより大きなラテン語の作品の要約なのか、ギリシア語のオリジナルの改作なのかは疑わしい。クレタのディクテュスの同様の作品とともに、『トロイア滅亡の歴史物語』はトロイアの伝説に関する数多くの中世の記述の主要な情報源を形成している。ダレスはこの戦争で866,000人のギリシア人と676,000人のトロイア人が戦死したと主張したが、これほど大きな戦争があったことを示唆する考古学的発見は無い。
この作品はエクセターのヨセフの『トロイア戦争』(De bello Troiano)の重要な情報源であった 。